# Mrzla Gora
Mrzla Gora – szczyt w Alpach Kamnickich, w Słowenii. Szczyt otaczają trzy doliny: dolina Logarska, Matkov kot i Belska Kočna. Znajduje się w północno-wschodniej części łańcucha. Na szczyt prowadzą trasy zarówno ze strony słoweńskiej, jak i austriackiej. Ze szczytu widać, oprócz panoramy Alp Kamnickich, również Karyntię z doliną Drawy.